# Politieke partijen in Chili
Chili kent een verschillende politieke partijen en is een coalitieland, dat wil zeggen dat het bij (landelijke) verkiezingen niet voorkomt dat één partij een meerderheid behaald en het dus noodzakelijk is voor politieke partijen om samen te werken binnen coalitieregeringen. Op dit moment zijn er twee dominerende politieke allianties, de centrumlinkse Nueva Mayoría (Nieuwe Meerderheid) en de centrumrechtse Chile Vamos (Voorwaarts Chili).

## Huidige politieke partijen
- Politieke partijen die gekozen vertegenwoordigers hebben in het parlement van Chili:

| Politieke partij (Spaanse naam) | Politieke partij (Spaanse naam)                        | Afkorting | Oprichtingsjaar | Ideologie                                     | Senatoren (2014-2018) | Afgevaardigden (2014-2018) |
| ------------------------------- | ------------------------------------------------------ | --------- | --------------- | --------------------------------------------- | --------------------- | -------------------------- |
|                                 | Unión Demócrata Independiente                          | UDI       | 1983            | liberaal conservatisme economisch liberalisme | 7                     | 28                         |
|                                 | Partido Demócrata Cristiano                            | PDC       | 1957            | christendemocratie                            | 6                     | 20                         |
|                                 | Partido Socialista                                     | PS        | 1933            | sociaaldemocratie                             | 6                     | 15                         |
|                                 | Partido por la Democracia                              | PPD       | 1987            | socialisme sociaaldemocratie                  | 6                     | 14                         |
|                                 | Renovación Nacional                                    | RN        | 1987            | liberaal conservatisme                        | 5                     | 13                         |
|                                 | Amplitud                                               |           | 2014            | liberalisme                                   | 1                     | 2                          |
|                                 | Democracia Regional Patagónica                         | RDP       | 2013            | regionalisme                                  | 1                     | 0                          |
|                                 | Partido Radical Socialdemócrata                        | PRSD      | 1994            | sociaaldemocratie sociaalliberalisme          | 0                     | 6                          |
|                                 | Somos Aysén                                            |           | 2015            | regionalisme                                  | 1                     | 0                          |
|                                 | Partido Comunista de Chile                             | PCCh      | 1922            | communisme marxisme-leninisme                 | 0                     | 6                          |
|                                 | Izquierda Ciudadana                                    | IC        | 2012            | christelijk links socialisme                  | 0                     | 1                          |
|                                 | Evolución Política                                     | Evópoli   | 2012            | klassiek liberalisme                          | 0                     | 1                          |
|                                 | Movimiento Independiente Regionalista Agrario y Social | MIRAS     | 2015            | regionalisme agrarisme                        | 0                     | 1                          |
|                                 | Partido Liberal de Chile                               | PL        | 2013            | sociaalliberalisme                            | 0                     | 1                          |
|                                 | Revolución Democrática                                 | DR        | 2012            | socialisme                                    | 0                     | 1                          |

| Links — Centrum — Rechts | Links — Centrum — Rechts | Links — Centrum — Rechts | Links — Centrum — Rechts | Links — Centrum — Rechts | Links — Centrum — Rechts | Links — Centrum — Rechts |
| ------------------------ | ------------------------ | ------------------------ | ------------------------ | ------------------------ | ------------------------ | ------------------------ |
| PCCh                     | PPD                      | PS                       | PRSD                     | PDC                      | RN                       | UDI                      |

## Historische partijen
- Onder de historische partijen in Chili verstaan we die partijen die een vooraanstaande rol van betekenis hebben gespeeld in het Chili van de negentiende- tot het midden van de twintigste eeuw:

| Politieke partij (Spaanse naam) | Politieke partij (Spaanse naam)      | Afkorting | Jaren actief | Politieke richting                       | Ideologie                                                            |
| ------------------------------- | ------------------------------------ | --------- | ------------ | ---------------------------------------- | -------------------------------------------------------------------- |
|                                 | Pelucones                            |           | tot ca. 1836 | rechts                                   | conservatisme centralisme                                            |
|                                 | Pipiolos                             |           | tot ca. 1849 | centrumlinks                             | klassiek liberalisme federalisme                                     |
|                                 | Partido Liberal                      | PL        | 1849-1966    | centrumrechts (minderheid: centrum)      | klassiek liberalisme economisch liberalisme                          |
|                                 | Partido Conservador                  | PCon      | 1836-1966    | centrumrechts/rechts                     | conservatisme economisch liberalisme katholieke sociale leer         |
|                                 | Partido Radical                      | PR        | 1866-1994    | centrum                                  | klassiek liberalisme sociaalliberalisme                              |
|                                 | Partido Nacional                     | PN        | 1857-1933    | centrumrechts                            | liberaal conservatisme conservatief-liberalisme                      |
|                                 | Partido Demócrata                    | PD        | 1887-1941    | centrumlinks (minderheid: centrumrechts) | sociaalliberalisme sociaaldemocratie                                 |
|                                 | Partido Democrático                  | PDo       | 1932-1960    | centrumlinks                             | sociaalliberalisme sociaaldemocratie                                 |
|                                 | Partido Conservador Social Cristiano | PCSC      | 1949-1957    | centrum/centrumrechts                    | christendemocratie katholieke sociale leer conservatisme             |
|                                 | Falange Nacional                     | FN        | 1935-1957    | centrum                                  | christendemocratie katholieke sociale leer falangisme (aanvankelijk) |
|                                 | Nueva Acción Pública                 | PAN       | 1931-1933    | centrumlinks/links                       | socialisme sociaaldemocratie                                         |